# Мартина, Хавьер
Хавьер Мартина (нидерл. Javier Martina; родился 1 февраля 1987 года, Виллемстад, Кюрасао, НАО) — нидерландский футболист, выступающий на позиции нападающего, игрок сборной Кюрасао.
До перехода в июне 2013 года в «Рейнсбюргзе Бойз» выступал за такие клубы, как «Аякс», «Харлем», «Торонто» и «Дордрехт».

## Клубная карьера
Хавьер Мартина начал свою футбольную карьеру в нидерландском клубе «Бейлмер» из Амстердама, позже Хавьер выступал за юношеский состав клуба «Амстелвен Хемрад» из города Амстелвен. В 2003 году Хавьер попал в молодёжный состав «Омниворлда» из Алмере.

### «Аякс»
В начале 2005 года Хавьер перешёл в футбольную академию амстердамского «Аякса». 9 февраля 2005 года Мартина принял участие в товарищеском матче против сборной Ганы, так как основные игроки амстердамцев находились в своих сборных, то Рональду Куману пришлось формировать состав из игроков молодёжного и основного состава. Хавьер появился в матче на 46-й минуте вместо бразильского полузащитника Максвелла, к этому времени «Аякс», благодаря голу Расмуса Линдгрена на 40-й минуте, вёл со счётом 1:0. Во втором тайме ганский защитник Джон Пэйнтсил сравнял счёт, а спустя две минуте всё тот же Линдгрен вновь вывел свою команду вперёд. В итоге матч завершился победой «Аякса» со счётом 2:1. 1 июля 2005 года Хавьер подписал свой первый профессиональный контракт с «Аяксом» на три года. В течение трёх лет Мартина выступал за молодёжный состав «Аякса».
27 апреля 2007 года руководство Аякса» продлило контракт с Хавьером на один год, а в марте 2008 года соглашение было продлено ещё на два сезона. Его дебют с основном составе «Аякса» состоялся 1 ноября 2008 года в гостевом матче чемпионата Нидерландов против «Твенте». Ещё до матча главный тренер Марко ван Бастен заявил, что Мартина получит свой шанс. Хавьер играл с первых минут встречи, но на 61-й минуте он покинул поле, и вместо него в игру вступил нападающий Кеннеди Бакирчиоглу. Матч завершился победой амстердамцев со счётом 0:2.
Из-за высокой конкуренции в нападении Хавьер не проходил в основной состав, и поэтому ему пришлось выступать за резервную команду — «Йонг Аякс». 10 мая 2009 года Мартина провёл вторую игру в сезоне в составе «Аякса», отыграв 35 минут в последнем туре чемпионата против «Твенте», который завершился домашней победой красно-белых со счётом 1:0.

### «Харлем»
В середине августа 2009 года Хавьер находился на просмотре в итальянском клубе «Бари». В январе 2010 года Мартина был отдан в аренду до конца сезона 2009/10 в клуб «Харлем». Помимо него, команда также пополнилась ещё двумя игроками молодёжного состава «Аякса» — вратарём Серджио Падтом и защитником Тимоти ван дер Мёленом. Дебют Хавьера в команде состоялся 22 января в игре против роттердамского «Эксельсиора», завершившемся поражением «Харлема» со счётом 3:0. Этот матч стал для клуба последним в истории, так как 25 января 2010 года «Харлем» объявил о своём банкротстве. Клуб не смог найти инвестора, который согласился бы взять на себя долги клуба. Сразу шесть игроков «Аякса», которые в это время выступали за «Харлем» на правах аренды, были вынуждены вернуться обратно в «Аякс». 30 июня 2010 года контракт Хавьера с «Аяксом» истек, однако клуб не стал продлевать соглашение с игроком.

### «Торонто»
В январе 2011 года Хавьер отправился на просмотр в канадский клуб «Торонто», который проводил предсезонный сбор в турецкой Антальи под руководством нового главного тренера Арона Винтера, бывшего игрока «Аякса» и сборной Нидерландов. Неофициальный дебют 24-летнего нападающего состоялся 1 февраля в товарищеской игре против белградского «Партизана». После сбора Винтер сообщил, что Хавьер останется в их команде.

### «Рейнсбюргзе Бойз»
В июне 2013 года Хавьер стал игроком клуба Топклассе — «Рейнсбюргзе Бойз». Контракт с нападающим рассчитан на один сезон.

## Личная жизнь
У Хавьера есть брат Габриэл, и две сестры — Деанне и Миханелли.